# یوسفلی‌کند
یوسفلی‌کند (به لاتین: Yusublyukend) یک منطقه مسکونی در جمهوری آذربایجان است که در شهرستان ماساللی واقع شده است. 
گمان می رود که این روستا دستخوش تغییرنام شده باشد یا دیگر وجود نداشته باشد، زیرا هیچ وب‌سایت آذربایجانی از این نام استفاده نمی‌کند.